# Голови урядів Білорусі
У цій статті подано список голів урядів Білорусі з 1918 року дотепер.

## ГоловиБілоруської Народної Республіки
- Йосип Воронко (08.03.1918 — 1.05.1918)
- Роман Скірмунт (09.07.1918 — 20.07.1918)
- Ян Середа (22.07.1918 — 11.1918)
- Антон Луцкевич (09.03.1918 — 13.12.1919)
- Вацлав Ластовський (13.12.1919 — 01.1920)

## ГоловаВсебілоруського Військово-революційного комітету
- Олександр Червяков (01.08.1920 — 1921)

## ГоловиРади народних комісарів Білоруської РСР
- Олександр Червяков (1921 — 17.03.1924)
- Йосип Адамович (17.03.1924 — 07.05.1927)
- Микола Голодєд (07.05.1927 — 30.05.1937)
- Данило Волкович (30.05.1937 — 08.09.1937)
- Афанасій Ковальов (10.09.1937 — 23.07.1938)
- Кузьма Кісельов (28.07.1938 — 28.06.1940)
- Іван Билінський (28.06.1940 — 07.02.1944)
- Пантелеймон Пономаренко (07.02.1944 — 15.03.1946)

## ГоловиРади Міністрів Білоруської РСР
- Пантелеймон Пономаренко (15.03.1946 — 15.03.1948)
- Олексій Клещов (15.03.1948 — 25.06.1953)
- Кирило Мазуров (25.06.1953 — 28.07.1956)
- Микола Авхімович (28.07.1956 — 09.04.1959)
- Тихін Кисельов (09.04.1959 — 11.12.1978)
- Олександр Аксенов (11.12.1978 — 08.07.1983)
- Володимир Бровиков (08.07.1983 — 10.01.1986)
- Михайло Ковальов (10.01.1986 — 07.04.1990)
- В'ячеслав Кебіч (07.04.1990 — 18.09.1991)

## Прем'єр-міністри (голови)Ради міністрів Республіки Білорусь
- В'ячеслав Кебіч (18.09.1991 — 21.07.1994)
- Михайло Чигір (21.07.1994 — 18.11.1996)
- Сергій Лінг (18.11.1996 — 18.02.2000) (в. о. до 19.02.1997)
- Володимир Єрмошин (18.02.2000 — 01.10.2001) (в. о. до 14.03.2000)
- Геннадій Новицький (01.10.2001 — 10.07.2003) (в. о. до 10.10.2001)
- Сергій Сидорський (10.07.2003 — 27.12.2010) (В. о. до 19.12.2003)
- Михайло М'ясникович (28.12.2010 — 27.12.2014)
- Андрій Кобяков (27.12.2014 — 18.08.2018)
- Сергій Румас (18.08.2018 — 3.06.2020)
- Роман Головченко (04.06.2020 — 10.03.2025)
- Олександр Турчин (10.03.2025 — дотепер)